# Podnoszenie ciężarów na Letnich Igrzyskach Paraolimpijskich 2004
Podnoszenie ciężarów na Letnich Igrzyskach Paraolimpijskich 2004 w Atenach rozgrywane było w hali Nikaia Olympic Weightlifting Hall. Zawodnicy i zawodniczki rywalizowali łącznie w dwudziestu kategoriach wagowych.

## Medaliści

### Mężczyźni
| Konkurencja          | Złoto                  | Srebro                     | Brąz                       |
| 48 kg (szczegóły)    | Morteza Dashti         | Thongsa Marasri            | Ruel Ishaku                |
| 52 kg (szczegóły)    | Osama El Serngawy      | Wu Guojing                 | Gholam Hossein Chaltoukkar |
| 56 kg (szczegóły)    | Wang Jian              | Ahmed Ahmed                | Rajinder Singh Rahelu      |
| 60 kg (szczegóły)    | Shaban Ibrahim         | Jung Keum-jong             | Yu Jian                    |
| 67,5 kg (szczegóły)  | Metwaly Mathna         | Wu Maoshun                 | Hamzeh Mohammadi           |
| 75 kg (szczegóły)    | Zhang Haidong          | El Sayed Abd Elaal         | Reza Boroumand             |
| 82,5 kg (szczegóły)  | Mohammed Khamis Khalaf | Mostafa Hamed              | Thaair Hussin              |
| 90 kg (szczegóły)    | Park Jong-chul         | Ryszard Rogala             | Wu Yadong                  |
| 100 kg (szczegóły)   | Kazem Rajabi           | Solomon Ikechukwu Amarakuo | Li Bing                    |
| + 100 kg (szczegóły) | Faris Abed             | Darren Gardiner            | Csaba Szavai               |

### Kobiety
| Konkurencja           | Złoto                | Srebro                   | Brąz                    |
| 40 kg (szczegóły)     | Lidia Sołowjowa      | Ijeoma John              | Laura Cerero Gabriel    |
| 44 kg (szczegóły)     | Lucy Ogechukwu Ejike | Gihan El-Aziz Baioumy    | Xiao Cuijuan            |
| 48 kg (szczegóły)     | Bian Jianxin         | Amalia Perez Vazquez     | Olena Kiseolar          |
| 52 kg (szczegóły)     | Tamara Podpałnaja    | Abir Nail                | Yang Yan                |
| 56 kg (szczegóły)     | Fatma Omar           | Aghimile Patience Igbiti | Huo Zhenling            |
| 60 kg (szczegóły)     | Fu Taoying           | Souhad Ghazouani         | Amany Aly               |
| 67,5 kg (szczegóły)   | Heba Ahmed           | Zhang Liping             | Catalina Diaz Vilchis   |
| 75 kg (szczegóły)     | Lin Tzu-hui          | Zhu Mingxia              | Kike Adedeji Ogunbamowo |
| 82,5 kg (szczegóły)   | Emma Brown           | Carine Burgy             | Hend Abd Elaty          |
| + 82,5 kg (szczegóły) | Li Ruifang           | Nadia Fekry              | Ebere Grace Anozie      |

### Tabela medalowa
| Miejsce | Państwo                      | Złoto | Srebro | Brąz | Razem |
| ------- | ---------------------------- | ----- | ------ | ---- | ----- |
| 1       | Egipt                        | 5     | 6      | 2    | 13    |
| 2       | Chiny                        | 5     | 4      | 6    | 15    |
| 3       | Iran                         | 2     | 0      | 3    | 5     |
| 4       | Nigeria                      | 1     | 3      | 3    | 7     |
| 5       | Korea Południowa             | 1     | 1      | 0    | 2     |
| 6       | Ukraina                      | 1     | 0      | 1    | 2     |
| 6       | Irak                         | 1     | 0      | 1    | 2     |
| 8       | Chińskie Tajpej              | 1     | 0      | 0    | 1     |
| 8       | Wielka Brytania              | 1     | 0      | 0    | 1     |
| 8       | Rosja                        | 1     | 0      | 0    | 1     |
| 8       | Zjednoczone Emiraty Arabskie | 1     | 0      | 0    | 1     |
| 12      | Francja                      | 0     | 2      | 0    | 2     |
| 13      | Meksyk                       | 0     | 1      | 2    | 3     |
| 14      | Australia                    | 0     | 1      | 0    | 1     |
| 14      | Polska                       | 0     | 1      | 0    | 1     |
| 14      | Tajlandia                    | 0     | 1      | 0    | 1     |
| 17      | Indie                        | 0     | 0      | 1    | 1     |
| 17      | Węgry                        | 0     | 0      | 1    | 1     |
|         | Razem                        | 20    | 20     | 20   | 60    |